# Ilana Sod
Ilana Sod Cybula (ur. 3 lutego, Meksyk) – prezenterka wiadomości muzycznych i programów publicystycznych w MTV Ameryki Łacińskiej.
Przez ostatnie dziewięć miesięcy pracowała w telewizji, radiu i prasie w Meksyku.

## Radio
W latach 1999 i 2001 koordynowała „Radio Sex Project”, 48 godzin raportów o seksie dla 98.5FM „Radioactivo” (radiostacji dla młodych mieszkańców Meksyku, w którym to mieście pracowała od prawie 8 lat).
W 2003 r. Ilana, jako korespondent w Jerozolimie i Tel Awiwie, komentowała wojnę w Iraku dla 90.5FM „Imagen Informativa” (radiostacji nadającej bez przerwy wiadomości, obejmującej cały Meksyk). W sierpniu tego roku brała udział w produkcji kampanii PSA „Grita” (Zabierz głos!) dla MTV, zachęcając młodzież do większej otwartości w sprawach związanych z seksualnością.

## TV
Ilana pracowała również jako prezenterka wiadomości telewizyjnych dla Channel 40 i Channel 22, a także jako reporter w Sydney dla kanału 108 SKY, zajmując się lokalnymi problemami, takimi jak epidemia HIV/AIDS w stolicy Australii.